# Nevenka
Nevenka es una docuserie estrenada en marzo de 2021 sobre el caso de Nevenka Fernández, pionero en España en el reconocimiento de una situación acoso sexual y especialmente recordado tras el movimiento Me Too. La serie documental consta de tres episodios en los que se rememora la historia vivida en 2000, el juicio y la sentencia por acoso sexual contra el político Ismael Álvarez del Partido Popular, mismo partido al que pertenecía también la víctima. Es producida por Newtral para Netflix.

## Historia
El entonces alcalde de Ponferrada Ismael Álvarez fue el primer político condenado por acoso sexual en España. A pesar de ello logró regresar al Ayuntamiento, mientras Nevenka Fernández tuvo que exiliarse fuera de España.
"Cuando me nombraron la palabra acoso, al principio estaba desconcertada, no sabía su significado, aplicársela a una misma es difícil y no podía considerarme débil".
En la docuserie se recogen las declaraciones de los protagonistas. Fue por otro lado la primera vez que en España se apartó al fiscal jefe, José Luís García Ancos por parte la Fiscalía General del Estado.

## Episodios
La serie documental consta de tres episodios:
- Episodio 1. 39' Nevenka Fernández se suma al equipo del alcalde Ismael Álvarez, es nombrada concejala en el Ayuntamiento de Ponferrada y se convierte en el objetivo del alcalde .
- Episodio 2. 34' Acosada en casa y en el trabajo, Nevenka huye a Madrid y finalmente decide presentar cargos y denunciarlo.
- Episodio 3. 41' Nevenka realiza una declaración pública y presenta una querella criminal contra Ismael Álvarez. En marzo de 2001 se celebra el juicio especialmente mediático. Aumenta la presión sobre ella y su familia. La población de Ponferrada estaba dividida. El fiscal jefe José Luis García Ancos fue apartado finalmente del caso por su comportamiento con la víctima. A pesar de ganar el juicio tuvo que emigrar.

## Testimonios
- Nevenka Fernández
- Ana Gaitero, periodista
- Juan José Millás, escritor
- Rosario Velasco, política y pediatra
- Adolfo Barreda, abogado
- José Antonio Bustos, psicoanalista
- Rosa María Mollá, psiquiatra
- Menchu Monteira, coordinadora 8M El Bierzo

## Polémica
El 8 de abril de 2021 Ismael Álvarez concedió una entrevista a la Televisión de Castilla y León defendiendo su inocencia y negándose a pedir perdón a la víctima. Además, declaró que la productora Newtral no se puso en contacto directamente con él para dar sus descargos y testimonio. Sin embargo, al día siguiente en el programa Al rojo vivo emitieron el audio de una llamada telefónica donde se escucha a una productora de Newtral ofreciendo la oportunidad de ser entrevistado, desmintiendo así al exalcalde.